# Mackenzie Island, Myanmar
Mackenzie Island är en ö i Myanmar.   Den ligger i regionen Taninthayiregionen, i den södra delen av landet, 1 100 km söder om huvudstaden Naypyidaw. Arean är 2,3 kvadratkilometer.
Terrängen på Mackenzie Island är lite kuperad. Öns högsta punkt är 231 meter över havet. Den sträcker sig 2,4 kilometer i nord-sydlig riktning, och 1,8 kilometer i öst-västlig riktning.